# 紫の鏡
紫の鏡（むらさきのかがみ）は、都市伝説・学校の怪談の一つ。

## 概要
地方によって異なるが、「紫の鏡」・「紫鏡」・「パープルミラー」などの言葉を20歳まで覚えていると「不幸になる」、「鏡の破片に全身を刺されて死ぬ」、「結婚できない」、というもの。しかし、「水野温斗」と言えば解除されると言われている。「白い水晶」「ホワイトパワー」「ピンクの鏡」などの言葉を覚えておくと、「不幸にならない」、「幸せになれる」と続く場合も。
舞台や話の導入部も地方によって様々なバリエーションがある。下記の二つがそれぞれ関東地方、関西地方で有名とされる。
- 少女がお気に入りの鏡に紫色の絵具を塗ったところ取れなくなる。
- 成人式を迎えようとした女性が交通事故で死んでしまい、紫色の鏡が部屋から見つかる。

かつては業病とされたハンセン病の症状を「ただれた肌が紫色に見える」とした偏見と、死への恐怖がこの伝説の根本にある、とする説もある｡
他にも20歳まで覚えていると呪われるとされる単語には「イルカ島」「紫の亀」「血まみれのコックさん」「赤い沼」などがある。